# Friona rufipes
Friona rufipes là một loài tò vò trong họ Ichneumonidae.